# فران کرانتس
فران کرانتس (انگلیسی: Fran Kranz؛ زادهٔ ۱۳ ژوئیهٔ ۱۹۸۱) یک هنرپیشه اهل ایالات متحده آمریکا است. وی از سال ۱۹۹۸ میلادی تاکنون مشغول فعالیت بوده‌است.
از فیلم‌ها یا برنامه‌های تلویزیونی که وی در آن نقش داشته است می‌توان به سایه‌های ری ، مردان چوب‌کبریتی، کلبه‌ای در جنگل، روستا، حرف، حرف رودریکه، هیاهوی بسیار برای هیچ، مجموعه تلویزیونی، ایده‌های جالب بیکفورد شمکلر، آخرین تعطیلات آخر هفته، قتل یک گربه، رؤیای شب نیمه تابستان و وینرز اشاره کرد.